# Veerle Wouters
Veerle Lea Marcelien Wouters (Tongeren, 2 juni 1974) is een Belgisch Vlaams-nationalistisch politica. Ze was lid van N-VA tot in september 2016 en nadien lid van de technische Kamerfractie Vuye & Wouters: V-Kamerleden.

## Levensloop
Na haar humaniora aan de school Onbevlekte Ontvangenis in Tongeren behaalde Wouters in 1997 het diploma van handelsingenieur aan het EHSAL in Brussel. Ze werkte van 1997 tot 1999 als winkelmanager in Maastricht en gaf daarna van 1999 tot 2013 les als lector informatica aan de XIOS Hogeschool Limburg, dat later opging in Hogeschool PXL.
Ze werd politiek actief voor de Volksunie en trad na het uiteenvallen van deze partij in 2001 toe tot de N-VA. Van 2001 tot 2006 en van 2013 tot 2016 was Wouters gemeenteraadslid van Riemst en van 2006 tot 2010 was ze tevens provincieraadslid van de provincie Limburg namens de N-VA. In juni 2010 werd ze lid van de Kamer van volksvertegenwoordigers als opvolger van Jan Peumans die voorzitter bleef van het Vlaams Parlement. In mei 2014 werd ze herkozen met 18.012 voorkeurstemmen. Wouters zetelde in de Kamercommissies Handels- en Economisch Recht en Financiën en Begroting en was van 2014 tot 2016 ondervoorzitter van de Kamerfractie van N-VA en in 2016 voorzitter van de commissie Herziening van de Grondwet.
Ze werd in 2016 samen met Hendrik Vuye co-voorzitter van Objectief V, een onafhankelijk studiecentrum binnen de N-VA dat een breed draagvlak wilde creëren voor het confederalisme en verdere stappen wilde zetten in de Vlaamse ontvoogding. Het studiecentrum werd bijgestaan door een wetenschappelijke raad van externe experten.
Op 21 september 2016 stapte ze samen met Vuye uit de N-VA vanwege onenigheid over de communautaire tactiek. Partijvoorzitter Bart De Wever had immers laten verstaan dat de huidige communautaire "standstill" (een regering zonder zevende staatshervorming) nog langer zou kunnen blijven duren, wat niet in goede aarde viel bij de Vlaamse Beweging. Dit betekende dat er binnen de partij geen communautaire initiatieven of debatten konden worden opgestart, waardoor Vuye en Wouters vonden dat hun bewegingsvrijheid in de partij werd bereikt. Kritische commentaren hierover in de pers leidden tot de uitsluiting van de twee uit het partijbestuur en het dagelijks bestuur van de partij en hun uiteindelijke opstap uit de partij. 
Beide Kamerleden zetelden voortaan als onafhankelijke en Wouters nam ook ontslag als gemeenteraadslid van Riemst. Objectief V werd door de N-VA omgevormd tot partijorgaan, waarop de VVB een eigen initiatief bekendmaakte, dat mogelijks Objectief Vl zou heten. Op 20 oktober 2016 lanceerden Wouters en Vuye een nieuwe website, en zetten uiteen dat ze als een technische fractie in de Kamer zouden blijven opereren, de fractie Vuye & Wouters - V Kamerleden, met Wouters als fractievoorzitter. Het duo legde zich voornamelijk toe op fiscaliteitsdossiers en communautaire thema's als het inperken van de macht van de monarchie en de strijd voor een verdere Vlaamse ontvoogding, maar bereikte nooit een brede bekendheid bij het grote publiek.
Bij de verkiezingen van mei 2019 probeerden Vuye en Wouters een technische samenwerking met Vlaams Belang op te zetten, maar dit mislukte. Vervolgens waren ze van plan om een partij op te richten met Jean-Marie Dedecker, die Gezond Verstand zou heten, maar ook dit bleef zonder gevolg, omdat Dedecker onafhankelijk lijstduwer werd voor N-VA. Uiteindelijk besloten ze niet op te komen bij de verkiezingen van 2019, wat het einde betekende van hun politieke carrière. Vervolgens werd Wouters opnieuw lector aan de Hogeschool PXL, waar ze economie en statistiek ging doceren.

## Publicaties
- Hendrik Vuye & Veerle Wouters, De Maat van de Monarchie. Macht en Middelen van het Belgische Koningshuis, Uitgeverij Vrijdag,  489 p. (2016)
- Hendrik Vuye & Veerle Wouters, Sleutels tot de ontgrendeling. Uitdagingen voor de Vlaamse Meerderheid, Uitgeverij Doorbraak,  231 p. (2017). Bekroond met de Fons Grammensprijs.
- Hendrik Vuye & Veerle Wouters, Vlaanderen Voltooid. Met of zonder Brussel?, Uitgeverij Doorbraak, 384 p. (2018). Bekroond met de erepenning Albert De Cuyper van het Vlaams Komitee Brussel.
- Hendrik Vuye & Veerle Wouters, Schone Schijn. Particratie wurgt Democratie, Uitgeverij Doorbraak, 332 p. (2019)

- Gemeinsame Normdatei: 1104721627
- International Standard Name Identifier: 0000 0004 8029 8512
- Library of Congress Control Number: n2016048097
- Virtual International Authority File: 26146824781307630868
- WorldCat: E39PBJpJ9BMyfTvdx6XYm9CYT3